# Жепново
Жепново (пол. Rzepnowo) — село в Польщі, у гміні Пижиці Пижицького повіту Західнопоморського воєводства.
Населення — 146 осіб (2011).
У 1975-1998 роках село належало до Щецинського воєводства.

## Демографія
Демографічна структура станом на 31 березня 2011 року:
|          | Загалом | Допрацездатний вік | Працездатний вік | Постпрацездатний вік |
| -------- | ------- | ------------------ | ---------------- | -------------------- |
| Чоловіки | 72      | 15                 | 52               | 5                    |
| Жінки    | 74      | 17                 | 45               | 12                   |
| Разом    | 146     | 32                 | 97               | 17                   |